# Greg Herbold
Greg Herbold (ur. 11 grudnia 1962 w Denver) – amerykański kolarz górski, złoty medalista mistrzostw świata.

## Kariera
Największy sukces w karierze Greg Herbold osiągnął w 1990 roku, kiedy zwyciężył w downhillu podczas mistrzostw świata w Durango. W zawodach tych wyprzedził dwóch swych rodaków: Mike'a Klosera oraz Paula Thomasberga. Był to jedyny medal zdobyty przez Herbolda na międzynarodowej imprezie tej rangi.